# Parafia św. Jerzego w Szczeglicach
Parafia św. Jerzego w Szczeglicach – parafia rzymskokatolicka znajdująca się w diecezji sandomierskiej w dekanacie Klimontów.
Do parafii przynależą: Domoradzice, Grzybów, Grzybów Kolonia, Łukawica, Pęcławice Górne, Kolonia Pęcławice, Pęcławska Kolonia, Szczeglice, Wagnerówka, Wolica, Wysoki Duże, Wysoki Małe, Wysoki Średnie, Zagorzyce.

## Obiekty sakralne
- Kościół św. Jerzego w Szczeglicach
- Kaplica Podwyższenia Krzyża Świętego w Kolonii Pęcławskiej